# Powódź w Teksasie (2025)
Ten artykuł dotyczy trwającego wydarzenia. Informacje w nim zamieszczone mogą się zmienić lub zdezaktualizować wraz z postępem zdarzenia, a początkowe doniesienia mogą być niepewne. Ostatnie zmiany tego artykułu mogą nie odzwierciedlać najbardziej aktualnych informacji.
Powódź w Teksasie – powódź błyskawiczna, która nawiedziła stan Teksas w dniach 4–7 lipca 2025 roku. W jej wyniku śmierć poniosło 135 osób, a 3 inne osoby uznano za zaginione. 
W pierwszych dniach lipca 2025 roku przez Teksas przeszły intensywne opady deszczu oraz burze. Poziom wody wzdłuż rzeki Guadalupe wzrósł szybko i znacząco, gdy w ciągu zaledwie kilku godzin spadło zależnie od regionu od 130 do 280 mm deszczu. Przed powodzią wydano liczne ostrzeżenia przed możliwością wystąpienia powodzi błyskawicznych. Guadalupe wystąpiła z brzegów w nocy 4 lipca po godzinie 1:00. Pierwszy stan wyjątkowy ogłoszono w hrabstwie Kerr o 4:03. W rejonie rzeki odbywał się letni chrześcijański obóz Camp Mystic, w którym brało udział ponad 750 osób, w tym około 700 dzieci. Domy na terenie obozu zbudowane były z drewna i silny nurt porwał część z nich. Większość obozowiczów ewakuowano za pomocą helikopterów, dopiero po godzinie 9:00. Łącznie zginęło 27 osób, głównie obozowiczki w wieku 8-9 lat, kilku opiekunów oraz dyrektor obozu.
Prezydent Donald Trump ogłosił 6 lipca stan klęski żywiołowej dla hrabstwa Kerr, które ucierpiało najbardziej w wyniku powodzi. Pomoc zaoferowało wiele stanów USA. Minnesota wysłała jednostkę K9 z Minnesota Task Force One, władze Arizony wysłały 49-osobowy zespół, w którego skład wchodziły psy tropiące, personel medyczny, inżynierowie budowlani i specjaliści ds. ratownictwa technicznego. W kolejnych dniach na miejsce katastrofy przybyły jednostki ratownicze z Indiany, Karoliny Południowej, Nevady oraz Oklahomy. 13 lipca operacje poszukiwawcze zawieszono z powodu intensywnych opadów i ponownego zagrożenia powodziami błyskawicznymi.